# Molinella Calcio 1911
Le Molinella Calcio 1911 est un club de football de Molinella en province de Bologne.
Il a été promu en Serie B en 1939-1940.